# Selección de fútbol de Turkmenistán

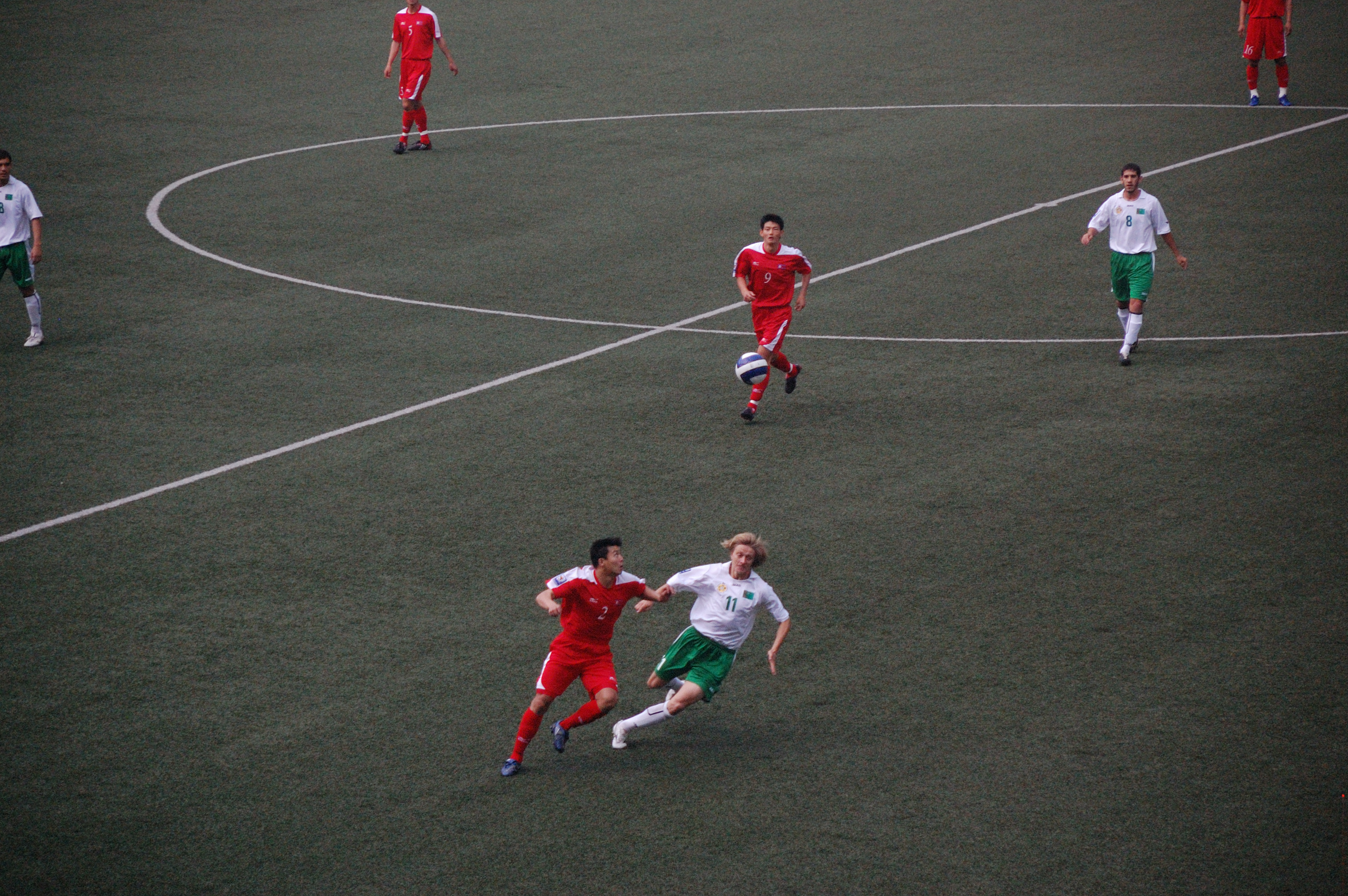
Turkmenistán ante en junio de 2008.

La selección de fútbol de Turkmenistán (en turcomano: Türkmenistanyň Milli futbol ýygyndysy) es el equipo nacional de ese país, y está coordinado por la Asociación de Fútbol de Turkmenistán, perteneciente a la AFC. Juega sus partidos como local en el Estadio Olímpico de Asjabad.

## Estadísticas

### Copa Mundial de Fútbol
| Copa Mundial de Fútbol | Copa Mundial de Fútbol      | Copa Mundial de Fútbol      | Copa Mundial de Fútbol      | Copa Mundial de Fútbol      | Copa Mundial de Fútbol      | Copa Mundial de Fútbol      | Copa Mundial de Fútbol      |
| Año                    | Ronda                       | J                           | G                           | E                           | P                           | GF                          | GC                          |
| ---------------------- | --------------------------- | --------------------------- | --------------------------- | --------------------------- | --------------------------- | --------------------------- | --------------------------- |
| 1930 - 1990            | Parte de la Unión Soviética | Parte de la Unión Soviética | Parte de la Unión Soviética | Parte de la Unión Soviética | Parte de la Unión Soviética | Parte de la Unión Soviética | Parte de la Unión Soviética |
| 1994                   | No participó                | No participó                | No participó                | No participó                | No participó                | No participó                | No participó                |
| 1998                   | No clasificó                | No clasificó                | No clasificó                | No clasificó                | No clasificó                | No clasificó                | No clasificó                |
| 2002                   | No clasificó                | No clasificó                | No clasificó                | No clasificó                | No clasificó                | No clasificó                | No clasificó                |
| 2006                   | No clasificó                | No clasificó                | No clasificó                | No clasificó                | No clasificó                | No clasificó                | No clasificó                |
| 2010                   | No clasificó                | No clasificó                | No clasificó                | No clasificó                | No clasificó                | No clasificó                | No clasificó                |
| 2014                   | No clasificó                | No clasificó                | No clasificó                | No clasificó                | No clasificó                | No clasificó                | No clasificó                |
| 2018                   | No clasificó                | No clasificó                | No clasificó                | No clasificó                | No clasificó                | No clasificó                | No clasificó                |
| 2022                   | No clasificó                | No clasificó                | No clasificó                | No clasificó                | No clasificó                | No clasificó                | No clasificó                |
| 2026                   | No clasificó                | No clasificó                | No clasificó                | No clasificó                | No clasificó                | No clasificó                | No clasificó                |
| 2030                   | Por disputarse              | Por disputarse              | Por disputarse              | Por disputarse              | Por disputarse              | Por disputarse              | Por disputarse              |
| 2034                   | Por disputarse              | Por disputarse              | Por disputarse              | Por disputarse              | Por disputarse              | Por disputarse              | Por disputarse              |
| Total                  | 0/23                        | -                           | -                           | -                           | -                           | -                           | -                           |

### Copa Asiática
| Copa Asiática | Copa Asiática               | Copa Asiática               | Copa Asiática               | Copa Asiática               | Copa Asiática               | Copa Asiática               | Copa Asiática               |
| Año           | Ronda                       | J                           | G                           | E                           | P                           | GF                          | GC                          |
| ------------- | --------------------------- | --------------------------- | --------------------------- | --------------------------- | --------------------------- | --------------------------- | --------------------------- |
| 1956 - 1988   | Parte de la Unión Soviética | Parte de la Unión Soviética | Parte de la Unión Soviética | Parte de la Unión Soviética | Parte de la Unión Soviética | Parte de la Unión Soviética | Parte de la Unión Soviética |
| 1992          | No participó                | No participó                | No participó                | No participó                | No participó                | No participó                | No participó                |
| 1996          | No clasificó                | No clasificó                | No clasificó                | No clasificó                | No clasificó                | No clasificó                | No clasificó                |
| 2000          | No clasificó                | No clasificó                | No clasificó                | No clasificó                | No clasificó                | No clasificó                | No clasificó                |
| 2004          | Fase de grupos              | 3                           | 0                           | 1                           | 2                           | 4                           | 6                           |
| 2007          | No participó                | No participó                | No participó                | No participó                | No participó                | No participó                | No participó                |
| 2011          | No clasificó                | No clasificó                | No clasificó                | No clasificó                | No clasificó                | No clasificó                | No clasificó                |
| 2015          | No clasificó                | No clasificó                | No clasificó                | No clasificó                | No clasificó                | No clasificó                | No clasificó                |
| 2019          | Fase de grupos              | 3                           | 0                           | 0                           | 3                           | 3                           | 10                          |
| 2023          | No clasificó                | No clasificó                | No clasificó                | No clasificó                | No clasificó                | No clasificó                | No clasificó                |
| Total         | 2/18                        | 6                           | 0                           | 1                           | 5                           | 7                           | 16                          |

## Torneos regionales

### Copa Desafío de la AFC
| Copa Desafío de la AFC | Copa Desafío de la AFC | Copa Desafío de la AFC | Copa Desafío de la AFC | Copa Desafío de la AFC | Copa Desafío de la AFC | Copa Desafío de la AFC | Copa Desafío de la AFC |
| Año                    | Ronda                  | J                      | G                      | E                      | P                      | GF                     | GC                     |
| ---------------------- | ---------------------- | ---------------------- | ---------------------- | ---------------------- | ---------------------- | ---------------------- | ---------------------- |
| 2006                   | No participó           | No participó           | No participó           | No participó           | No participó           | No participó           | No participó           |
| 2008                   | Fase de grupos         | 3                      | 1                      | 1                      | 1                      | 6                      | 2                      |
| 2010                   | Subcampeón             | 5                      | 3                      | 2                      | 0                      | 6                      | 2                      |
| 2012                   | Subcampeón             | 5                      | 3                      | 1                      | 1                      | 9                      | 4                      |
| 2014                   | Fase de grupos         | 3                      | 1                      | 0                      | 2                      | 6                      | 6                      |
| Total                  | 4/5                    | 16                     | 8                      | 4                      | 4                      | 27                     | 14                     |

### Copa de Naciones CAFA
| Copa de Naciones CAFA | Copa de Naciones CAFA | Copa de Naciones CAFA | Copa de Naciones CAFA | Copa de Naciones CAFA | Copa de Naciones CAFA | Copa de Naciones CAFA | Copa de Naciones CAFA |
| Año                   | Ronda                 | J                     | G                     | E                     | P                     | GF                    | GC                    |
| --------------------- | --------------------- | --------------------- | --------------------- | --------------------- | --------------------- | --------------------- | --------------------- |
| 2023                  | Fase de grupos        | 3                     | 0                     | 1                     | 2                     | 1                     | 5                     |
| Total                 | 1/1                   | 3                     | 0                     | 1                     | 2                     | 1                     | 5                     |

## Últimos partidos y próximos encuentros
Actualizado al último partido jugado el 10 de junio de 2025
| Fecha      | Ciudad    | Local        | Resultado | Visitante    | Competición                      |
| ---------- | --------- | ------------ | --------- | ------------ | -------------------------------- |
| 21-11-2023 | So Kon Po | Hong Kong    | 2:2       | Turkmenistán | Clasificación Copa Mundial 2026  |
| 14-03-2024 | Dubái     | Turkmenistán | 0:2       | Kazajistán   | Partido amistoso                 |
| 21-03-2024 | Teherán   | Irán         | 5:0       | Turkmenistán | Clasificación Copa Mundial 2026  |
| 26-03-2024 | Asjabad   | Turkmenistán | 0:1       | Irán         | Clasificación Copa Mundial 2026  |
| 01-06-2024 | Antalya   | Turkmenistán | 5:0       | Groenlandia  | Partido amistoso                 |
| 06-06-2024 | Taskent   | Uzbekistán   | 3:1       | Turkmenistán | Clasificación Copa Mundial 2026  |
| 11-06-2024 | Asjabad   | Turkmenistán | 0:0       | Hong Kong    | Clasificación Copa Mundial 2026  |
| 25-03-2025 | Kaohsiung | China Taipéi | 1:2       | Turkmenistán | Clasificación Copa Asiática 2027 |
| 10-06-2025 | Asjabad   | Turkmenistán | 3:1       | Tailandia    | Clasificación Copa Asiática 2027 |
| 30-08-2025 | Taskent   | Kirguistán   | -:-       | Turkmenistán | Copa CAFA 2025                   |
| 02-09-2025 | Taskent   | Uzbekistán   | -:-       | Turkmenistán | Copa CAFA 2025                   |
| 05-09-2025 | Taskent   | Turkmenistán | -:-       | Omán         | Copa CAFA 2025                   |
| 09-10-2025 | Colombo   | Sri Lanka    | -:-       | Turkmenistán | Clasificación Copa Asiática 2027 |
| 14-10-2025 | Asjabad   | Turkmenistán | -:-       | Sri Lanka    | Clasificación Copa Asiática 2027 |
| 18-11-2025 | Asjabad   | Turkmenistán | -:-       | China Taipéi | Clasificación Copa Asiática 2027 |

## Entrenadores
| Nombre               | Desde           | Hasta             |
| -------------------- | --------------- | ----------------- |
| Baýram Durdyýew      | Junio de 1992   | 1996              |
| Elguja Gugushvili    | 1996            | 1997              |
| Täçmyrat Agamyradow  | 1997            | 1998              |
| Viktor Pozhechevsky  | 1998            | 1999              |
| Gurban Berdiýew      | 1999            | 1999              |
| Röwşen Muhadow       | 1999            | 2000              |
| Täçmyrat Agamyradow  | 2000            | 2001              |
| Volodímir Bezsónov   | Octubre de 2002 | 2003              |
| Rahym Kurbanmämmedow | 2003            | Noviembre de 2004 |
| Boris Grigorýanc     | 2005            | 2005              |
| Amangylyç Koçumow    | 2005            | 2006              |
| Rahym Kurbanmämmedow | 2007            | Marzo de 2009     |
| Boris Grigoryants    | Abril de 2009   | Enero de 2010     |
| Ýazguly Hojageldiýew | Febrero de 2010 | Enero de 2014     |
| Rahym Kurbanmämmedow | Febrero de 2014 | Junio de 2014     |
| Amangylyc Kocumow    | Mayo de 2015    | Diciembre de 2016 |
| Ýazguly Hojageldiýew | Enero de 2017   | Febrero de 2019   |
| Ante Miše            | Marzo de 2019   | Marzo de 2020     |
| Rowsen Muhadow       | Febrero de 2021 | Marzo de 2021     |
| Yazguly Hojageldyyew | Marzo de 2021   | Marzo de 2022     |
| Said Seýidow         | Marzo de 2022   | Febrero de 2023   |
| Mergen Orazow        | Febrero de 2023 | Presente          |

## Jugadores

### Última convocatoria
| No. | Pos. | Jugador                | Fecha de nacimiento (edad)         | Apa. | Goles | Club            |
| --- | ---- | ---------------------- | ---------------------------------- | ---- | ----- | --------------- |
|     | POR  | Rasul Çaryýew          | 30 de septiembre de 1999 (25 años) | 3    | 0     | Arkadag         |
|     | POR  | Batyr Babaýew          | 21 de agosto de 1991 (33 años)     | 2    | 0     | Altyn Asyr      |
|     | POR  | Döwletýar Berdiýew     | 5 de mayo de 1998 (27 años)        | 0    | 0     | Köpetdag        |
|     |      |                        |                                    |      |       |                 |
|     | DEF  | Mekan Saparow          | 22 de abril de 1994 (31 años)      | 25   | 1     | Arkadag         |
|     | DEF  | Güýçmyrat Annagulyýew  | 10 de junio de 1996 (29 años)      | 9    | 1     | Arkadag         |
|     | DEF  | Abdy Bäşimow           | 12 de diciembre de 1995 (29 años)  | 8    | 1     | Arkadag         |
|     | DEF  | Yhlas Saparmämmedow    | 25 de febrero de 1997 (28 años)    | 5    | 0     | Arkadag         |
|     | DEF  | Ata Geldiýew           | 27 de enero de 1990 (35 años)      | 1    | 0     | Ahal            |
|     | DEF  | Ýbraýym Mämmedow       | 13 de enero de 1996 (29 años)      | 1    | 0     | Arkadag         |
|     | DEF  | Teýmur Çaryýew         | 26 de noviembre de 2000 (24 años)  | 0    | 0     | Abdysh-Ata Kant |
|     | DEF  | Arzuwguly Sapargulyýew | 27 de julio de 2001 (23 años)      | 0    | 0     | Arkadag         |
|     | DEF  | Yhlas Toýjanow         | 8 de enero de 2001 (24 años)       | 0    | 0     | Arkadag         |
|     |      |                        |                                    |      |       |                 |
|     | MED  | Ahmet Ataýew           | 19 de septiembre de 1990 (34 años) | 29   | 1     | Altyn Asyr      |
|     | MED  | Resul Hojaýew          | 1 de junio de 1997 (28 años)       | 11   | 1     | Arkadag         |
|     | MED  | Myrat Annaýew          | 6 de mayo de 1993 (32 años)        | 10   | 0     | Altyn Asyr      |
|     | MED  | Mirza Beknazarow       | 15 de mayo de 2000 (25 años)       | 1    | 0     | Sin equipo      |
|     | MED  | Welmyrat Ballakow      | 4 de abril de 1999 (26 años)       | 0    | 0     | Arkadag         |
|     | MED  | Şanazar Tirkişow       | 16 de febrero de 1997 (28 años)    | 0    | 0     | Arkadag         |
|     |      |                        |                                    |      |       |                 |
|     | DEL  | Arslanmyrat Amanow     | 28 de marzo de 1990 (35 años)      | 45   | 14    | Arkadag         |
|     | DEL  | Altymyrat Annadurdyýew | 13 de abril de 1993 (32 años)      | 23   | 9     | Arkadag         |
|     | DEL  | Didar Durdyýew         | 16 de julio de 1993 (31 años)      | 15   | 2     | Arkadag         |
|     | DEL  | Ilýa Tamurkin          | 9 de mayo de 1989 (36 años)        | 9    | 0     | Arkadag         |
|     | DEL  | Begmyrat Baýow         | 5 de julio de 1998 (27 años)       | 4    | 0     | Arkadag         |
|     | DEL  | Begenç Akmämmedow      | 1 de junio de 1998 (27 años)       | 3    | 0     | Arkadag         |
|     | DEL  | Meýlis Dinýiew         | 11 de julio de 2000 (25 años)      | 1    | 0     | Ahal            |